# Italsko-albánská církev
Italsko-albánská (či Italo-albánská) církev je jednou z východních katolických církví byzantského ritu. Nazývá se též Byzantská katolická církev v Itálii.

## Historie
Jižní oblasti Itálie a Sicílie byly během dlouhého období pod řeckým vlivem a vlivem byzantské tradice. Nejdříve patřila tato oblast pod římský patriarchát, později byla přičleněna pod Konstantinopolský patriarchát, až se v 11. století vrátila na zpět do římského patriarchátu. Období, kdy oblast patřila pod Řím, znamenalo latinizaci na tomto území.
V 15. století po příchodu imigrantů z pravoslavné jižní Albánie tyto komunity dostaly od římského papeže osobního biskupa, ale i tak upadaly. Papežská bula Etsi Pastoralis z 18. století byla předpokladem pro uznání jejich rovnoprávnosti s latinskými věřícími v 19. století.
V současnosti má církev v Itálii tři jurisdikční jednotky – z toho jsou dvě rovnoprávné eparchie (diecéze) a jedno územní opatství. Pod jurisdikci eparchie Lungro v Kalábrii spadá celá kontinentální Itálie a pod jurisdikci eparchie Piana degli Albanesi Sicílii. Kromě těchto dvou eparchií existuje i Územní opatství Santa Maria di Grottaferrata. Počet věřících (celkem) pomalu stoupá, v roce 2010 to bylo 61 487, v roce 2014 62 012, 2015 62 212. Roku 2015 tam působili 3 biskupové a opat, ve 45 farnostech působilo 73 diecézních a 9 řeholních kněží (82 celkem), 25 řeholníků, 172 řeholnic a 2 stálí jáhni. V seminářích studovalo 11 seminaristů.